# Hatsuhinode

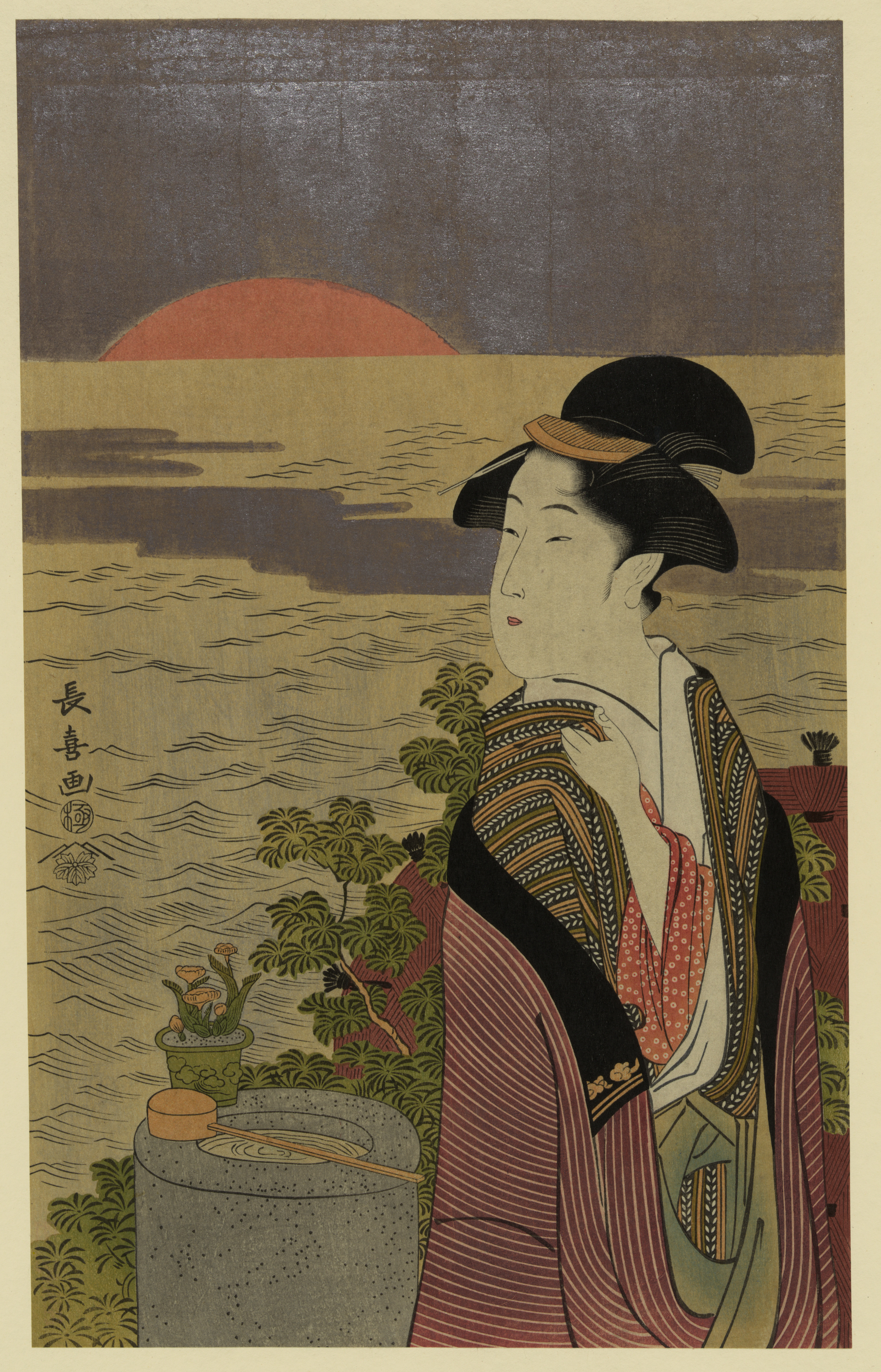
Hatsuhinode : estampe d'Eishōsai Chōki (1790).

Hatsuhinode (初日の出, litt. « premier lever de soleil ») désigne couramment en japonais le premier lever de soleil de l'année. Ce terme correspond à une tradition ancienne au Japon qui consiste à assister au premier lever de soleil le 1er janvier de chaque année.

## Origine
Selon le mythe fondateur du Japon, la déesse solaire Amaterasu est la divinité tutélaire du Japon dont les empereurs tirent leur essence divine. Par conséquent, en relation avec le shintoïsme, religion autochtone, le soleil est un astre très vénéré par les Japonais.
Une tradition impériale impose à l'empereur régnant de rendre ses hommages à la déesse solaire chaque année le premier jour du Nouvel An par une prière matinale pour une bonne santé et de bonnes récoltes. Elle est adoptée par les nobles de la cour impériale à l'époque de Heian (794-1185) puis par l'ensemble de la population japonaise durant l'ère Meiji (1868-1912). De plus, une superstition populaire affirme que les toshigami, les divinités de l'année, maîtresses du cycle zodiacal, apportent le bonheur sur terre au début de chaque année.

## Pratique

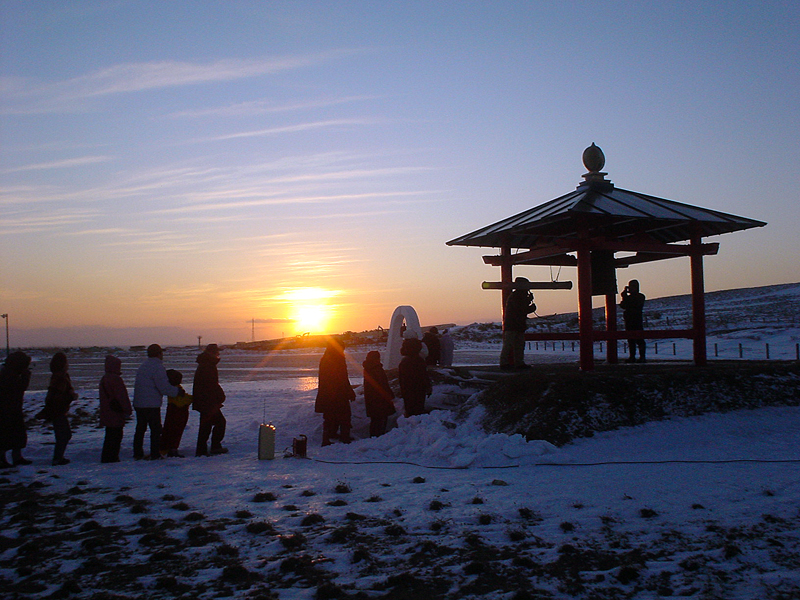
Hatsuhinode au cap Sōya, sur l'île d'Hokkaidō.

Chaque début d'année, dans le cadre des célébrations du Nouvel An : oshōgatsu, de nombreux Japonais se rassemblent dans les lieux de l'archipel d'où l'horizon au levant est bien visible. Aux premières lueurs du soleil émergeant au-dessus de l'horizon, ils forment des vœux de bonheur pour l'année qui s'ouvre.
Chaque 1er janvier, la compagnie aérienne nationale japonaise, propose un vol spécial permettant d'admirer du ciel le premier lever du soleil de l'année. Ce vol décolle depuis l'aéroport international de Narita situé à Narita (préfecture de Chiba) et comprend un passage au-dessus de la baie de Tokyo pour contempler le mont Fuji sous les premiers rayons du soleil de l'année. De même la mairie de la ville de Tokyo offre chaque année, par tirage au sort, à quelques centaines de personnes l'opportunité d'assister au premier lever de soleil de l'année du haut de la Tokyo Skytree, une tour de radiodiffusion haute de 634 mètres, ou du siège du gouvernement métropolitain de Tokyo, gratte-ciel conçu par l'architecte japonais Kenzō Tange.
Les plages, comme celle des Rochers mariés à Ise (préfecture de Mie), les sommets de montagnes, celui du mont Fuji par exemple, et les derniers étages des hauts bâtiments comme la tour de Tokyo constituent des lieux privilégiés pour l'observation de hatsuhinode. Et il faut évidemment se renseigner sur l'heure du lever du soleil et s'assurer d'un ciel bien dégagé.

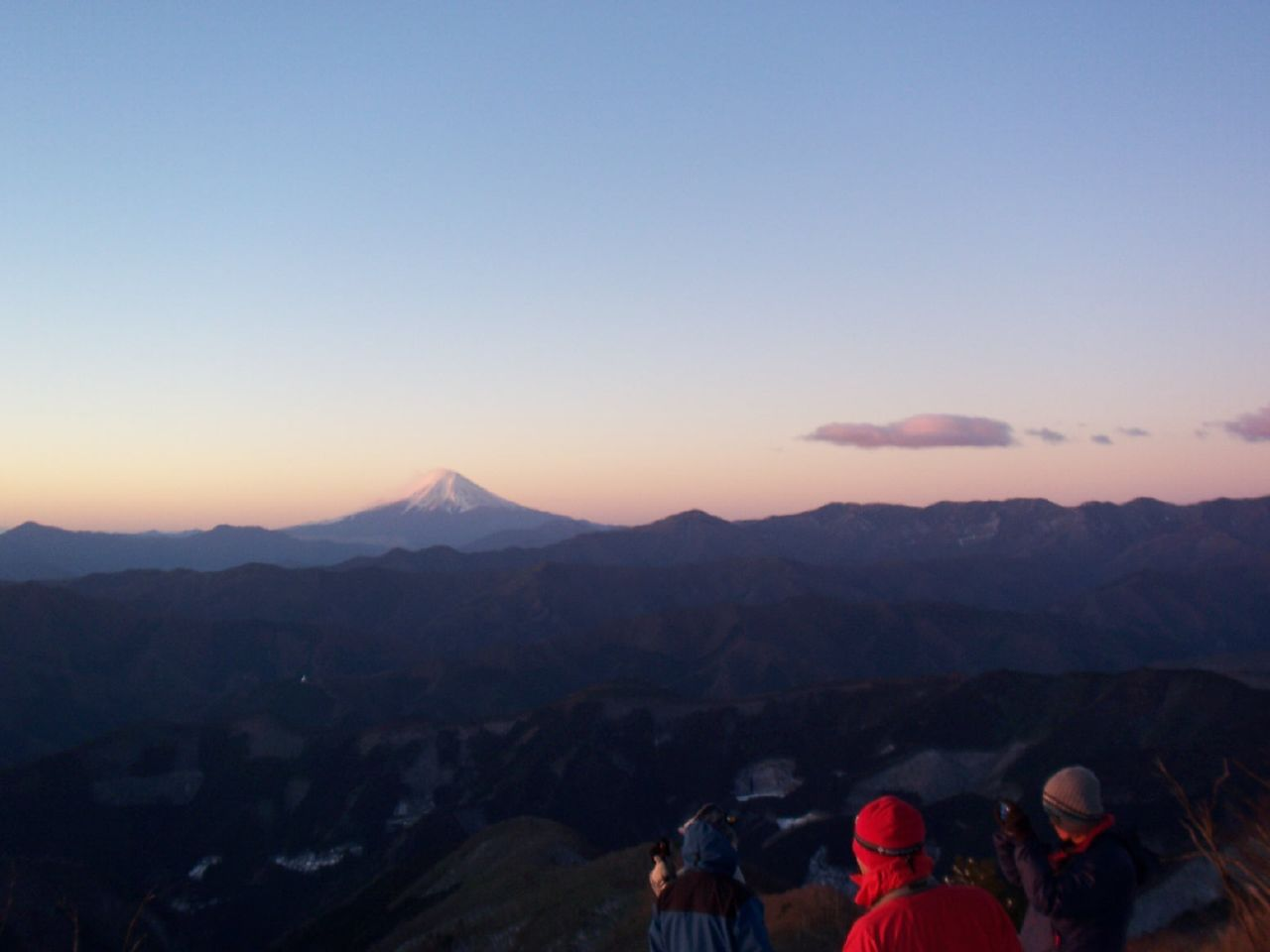
Hatsuhinode depuis le mont Takanosu à Okutama.
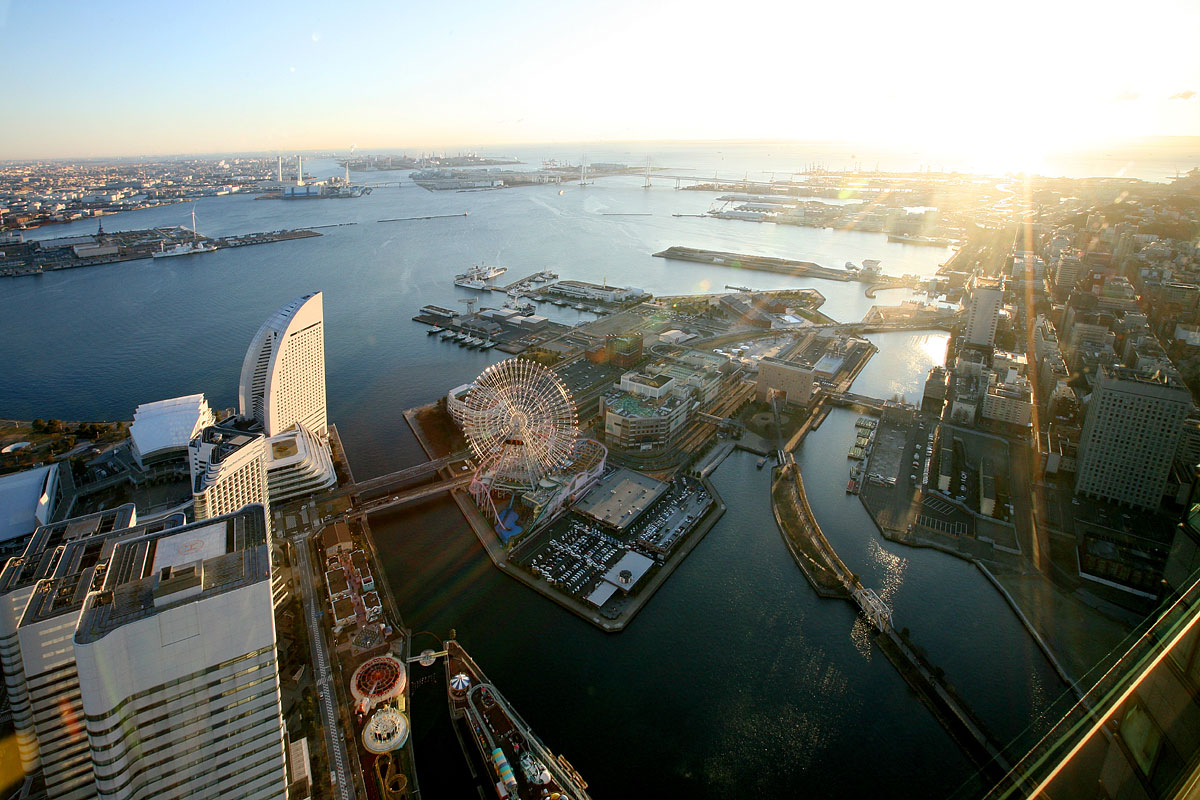
Lever de soleil sur Minato Mirai 21, vu depuis la Landmark Tower à Yokohama.

## Variantes
L'idée de « première (de l'année) » introduite par le sinogramme 初 se décline aussi, par exemple, dans les termes hatsumōde, première visite de l'année à un sanctuaire ou à un temple, et hatsufuji, première vue du mont Fuji de l'année.